# EURid
EURid je nezisková organizace zvolená Evropskou komisí jako doménový registr pro doménu nejvyšší úrovně .eu.
EURid je sdružení tří evropských národních registrátorů: DNS Belgium (.be), IIT-CNR (.it) a NIC-SE (.se), přidruženým členem je organizace CZ.NIC (správce národní domény .cz). Organizace byla zřízena v Belgii se sídlem v Bruselu, pobočky má v dalších státech EU.